# Microsoft アカウント
Microsoft アカウント（マイクロソフトアカウント、以前は Microsoft Wallet、Microsoft Passport、.NET Passport、Microsoft Passport Network、Windows Live ID）は、マイクロソフトが開発し提供するシングルサインオンWebサービスである。Microsoft アカウントにより、ユーザーは1つのアカウントで複数のウェブサイトへログインすることが可能となる。

## 概要
Microsoft アカウントによりユーザーは、複数の証明書を一まとまりとしたものを利用するサービスをサポートするウェブサイトにサインインすることが可能となる。ユーザーの証明書をチェックするのはMicrosoft アカウントが利用可能なウェブサイトではなく、Microsoft アカウント認証サーバである。Microsoft アカウントが利用可能なウェブサイトにサインインする新規ユーザーは、まず最初に最も近くにある認証サーバにリダイレクトされ、認証サーバはユーザー名とパスワードをSSLを通じて尋ねる。ユーザーは自身のコンピュータに自分のログイン情報を覚えさせるよう選択することも可能である。新たにサインインしたユーザーは、自身のコンピュータ内に保存される暗号化された制限時間付きのcookieを持ち、認証サーバとMicrosoft アカウントが利用可能なウェブサイト間で承認済みの、トリプルDESで暗号化されたIDタグを受け取る。それからこのIDタグは、ユーザーのコンピュータに別の暗号化されたcookieをもたらすウェブサイトへと送られる。またこのIDタグも制限時間付である。これらのcookieが有効である限り、ユーザーはユーザ―名とパスワードを要求されない。ユーザーが自発的にMicrosoft アカウントからログアウトした場合、これらのcookieは削除される。
Microsoft アカウントは、ユーザーに2つの異なるアカウント作成方法を示す。：
1. 電子メールアドレスを利用する方法 : ユーザーはMicrosoft アカウントと契約するために自身が持つ正規の電子メールアドレスを使うことができる。そのサービスにより要求するユーザーの電子メールアドレスをMicrosoft アカウントにする。ユーザーは自身で選択したパスワードを選ぶことができる。
2. マイクロソフト電子メールアドレスと契約する方法 : ユーザーは、他のMicrosoft アカウントが利用可能なウェブサイトにサインインするために、Microsoft アカウントとして利用可能なドメイン（すなわち@hotmail.com、@live.com、@msn.com、@passport.comそして@outlook.comあるいは国ごとにそれらを変更したもの）で指定されたマイクロソフトのWebメール（Outlook.comやHotmailなど）サービスを用いた電子メールアカウントで契約することもできる。

Windows Live、MSN、Xbox Live、Zune、Windows Phone、そしてWindows 8といったマイクロソフトのサイト、サービス、そしてプロパティは、ユーザー確認のためにMicrosoft アカウントを使用する。NineMSNがホストするHoytsウェブサイトのように、それを使用する他の会社もある。
Windows XP、およびWindows Vista、Windows 7では、Windows ユーザーアカウントとMicrosoft アカウントとを結びつけるためのオプションがある。そうするとユーザーがサービスにアクセスする度に自動的にMicrosoft アカウントでログインする。一方、Windows 8以降、後発の各種エディションのWindows（8.1/10/11など）では、ローカルやドメインユーザーよりもむしろMicrosoft アカウントを利用することで、ユーザーが自身のPCに直接認証することが可能となる。
基本的にXbox 360のようにOSの更新が終了した作品でもサインインのサポートを行う傾向にあり、一部の古いデバイスで二段階認証を有効にする場合は、古いデバイスにMicrosoftアカウントで発行した「アプリパスワード」が必要になる。二段階認証を有効化すると、iPhone、Android、BlackBerryでIMAPを使用したメール受信に個別の処置が必要になる。Xbox OneやXbox Series Xでも同じidを使用してサインインできる。ただし、Minecraft（Bedrock Edition）、Minecraft Dungeons、およびXbox 360、Xbox One以降の作品などで「XBOX FAMILY SETTINGS」というアプリケーションを使用したペアレンタルコントロールがそれぞれ可能である。特にXbox One本体の日付変更などは保護者アカウントでのサインインが必須とされている。
ギフトコードはVPN制限がかかっている場合もあるが、原則として一部の文字を除いた25桁の大文字英語・数字で構成される。Microsoft OfficeのプロダクトキーやWindows98以降のインストール媒体に付属することが多いプロダクトキーも同様の25桁である。Xbox 360やXbox Oneのゲーム特典のように、OS用のプロダクトキーを除くすべてのギフトコードは、redeem.microsoft.comで使用することができる。
一部のMinecraftシリーズのオンラインプレイ、クロスプレイを行う時には、Nintendo SwitchやPS4でもマイクロソフトアカウントのゲームへの登録が必要である。

### Web認証
2007年8月15日、マイクロソフトは、Webデベロッパーが、Windows Live IDと、ASP.NET (C#)、Java、Perl、PHP、PythonそしてRubyが含まれたWebサーバプラットフォームの幅広い範囲で起動しているWebデベロッパーのウェブサイトとを統合することを可能とするためのWindows Live ID Web Authentication SDKをリリースした。

### Windows CardSpaceのサポート
Windows Live ID ログインページは、ユーザー名とパスワードの組み合わせの代わりにWindows CardSpaceを使用したサインインを提出する。Windows Live ID アカウントの所有者は、自身のWindows Live IDとリンクするために、Windows CardSpaceセレクタUIからインフォメーション カードを選択することで、（.NET Framework 3.0および3.5のコンポーネントである）Windows CardSpaceに集約することが可能である。

### OpenIDのサポート
2008年10月27日、マイクロソフトは、Windows Live IDがOpenIDプロバイダになることで、OpenIDフレームワークをサポートすることを公に委託されたことを公表した。2009年8月以降、マイクロソフトのOpenIDの実装のアップデートはなくなった。

## 特徴
Microsoft アカウントは、ユーザーが自身のアイデンティティを管理するためのウェブサイトである。Microsoft アカウントの特徴を以下に示す:
- 苗字、名前、住所といったユーザーの情報をアップデートし、アカウントに関連付けられる。
- お好みの言語やお好みの電子メールコミュニケーションのような、ユーザー設定をアップデートできる。
- パスワードを変更したり再設定したりできる。
- アカウントを停止できる。
- アカウントに関連付けられた請求書の詳細を見ることができる。
- 複数のMicrosoft アカウントを同時にリンクできる。

## セキュリティ脆弱性
2007年6月17日、オランダのウェブ開発者であるErik Duindamが、「マイクロソフトのプログラマーが任意の電子メールアドレス用のIDの作成を許可することにより、致命的なエラーが発生する」と発言し、プライバシーおよびアイデンティティリスクを報告した。その後、不正な、または既に存在する電子メールアドレスを登録することを許してしまう不具合が発見された。マイクロソフトでは、電子メールアドレスを登録する際、正当なアドレスであるかを確認するための電子メールをユーザーに送信している。ユーザーは、その電子メールに記載されたリンクをクリックして正当な電子メールアドレスの所有者であることを証明する。しかしながら、それを利用する前に、ユーザーが自分に割り当てられた電子メールアドレスを存在しない電子メールアドレスや他人の電子メールアドレスに変更することを許してしまっていた。この問題は、2日後の2007年6月19日に修正された。
2012年4月20日、マイクロソフトは、Hotmailアカウントをリセットすることを許可するシステムの問題点を修正した。同日、マイクロソフトにはVulnerability Labの研究員よりこの問題が知らされており、この問題は数時間で修正された。しかし、その問題が修正されたころにはこの脆弱性を用いた大規模な攻撃が行われていた。

## 歴史
Windows Live IDの前身であるMicrosoft Passportは元々、全てのWebコマース用のシングルサインオンサービスとして位置付けられた。Microsoft Passportは多数の批判を受けた。Laws of Identityの著者である批評家のKim Cameronは、Microsoft Passportが法律違反ではないかと疑問を持った。彼はそれ以降マイクロソフトのチーフアイデンティティアーキテクトとなり、Windows Live IDアイデンティティメタシステムの設計の違反に対処した。その結果として、Windows Live IDは全てのWebコマース用のシングルサインオンサービスとしてではなく、多くのアイデンティティシステムの中の一つとして位置付けられた。
1999年12月、マイクロソフトは「passport.com」の年次のドメイン登録料35ドルをネットワーク・ソリューションズに支払うことを怠った。その怠りにより、passport.comを認証用サイトとして利用しているHotmailは同年12月24日に利用不可能となった。LinuxコンサルタントのMichael Chaneyが、ダウンしたサイトのこの問題を解決することを望んだため、翌日にそれを支払った。その支払により、翌朝そのサイトを利用できるようになった。2003年の秋、マイクロソフトが "hotmail.co.uk" の支払いをミスした際、ダウンした時間が生じなかったものの、類似の善きサマリア人のたとえによりマイクロソフトは助かった。
2001年に、電子フロンティア財団のスタッフ代理人であるDeborah Pierceが、Microsoft Passportによりマイクロソフトが顧客情報の完全なアクセスおよび利用を行えることを暴露した後で、Microsoft Passportが潜在的脅威であるとして批難した。顧客の不安を和らげるため、プライバシーの規約はすぐにマイクロソフトにより更新された。
2001年の7月、電子プライバシー情報センターと14の大手消費者集団が、Microsoft Passportシステムは、商取引において不公平または欺瞞的な実行を禁ずるFederal Trade Commission Act (FTCA)の5章に違反していると断言しているen:Federal Trade Commissionと共に抗議を提出した。
2003年、イギリスのITセキュリティエキスパートであるFaisal Dankaは、Microsoft PassportまたはHotmailにリンクしたアカウントが一般的なブラウザを使うことで容易に行えるクラックを通して、Microsoft Passportに欠点がいくつかあることを明らかにした。
マイクロソフトはマイクロソフトではないエンティティがインターネットワイドな統一ログインを作成することを推し進めてきた。Microsoft Passportを使用したサイトの例としては、eBayやen:Monster.comがある。しかし2004年にそれらの協約はキャンセルされた。2009年8月、ExpediaはもうMicrosoft Passport / Windows Live IDをサポートしないことを公表した。
2012年、Windows Live IDはその名をMicrosoft アカウントへと変更された。